# 君の歌を聴かせて
『君の歌を聴かせて』（きみのうたをきかせて、朝: 너의노래를들려줘）は2019年8月5日から同年9月24日まで韓国・KBS2で放映されたテレビドラマ。全32話。

## あらすじ
オーディションに落ちてばかりのティンパニストのイヨン（キム・セジョン）は、ある事件をきっかけに3カ月間の記憶を失い、不眠症に苦しんでいた。ある夜、車に轢かれそうになったイヨンは、チャン・ユン（ヨン・ウジン）という男に助けられる。アルバイトを探しているというユンは、イヨンにイブニングコールのアルバイトを提案する。音痴な歌声を聴くと眠れる、というイヨンのために約束の時間に電話して音痴な歌声を聴かせるユン。するとイヨンはあっという間に眠りに落ちてしまう。こうしてイヨンのために音痴な歌声を聴かせることになったユンだったが、実はイヨンを苦しめるあの事件に関係していて…。

## 登場人物

### 主要人物
- チャン・ユン：ヨン・ウジン
シニョンフィル客員ピアニスト
- ホン・イヨン：キム・セジョン
シニョンフィルティンパニスト
- ナム・ジュワン：ソン・ジェリム
シニョンフィル指揮者
- ハ・ウンジュ：ジヨン（T-ARA）
シニョンフィルバイオリニストでイヨンとは音大の同期

## オリジナルサウンドトラック
Disc１
| #   | タイトル                                          | 作詞 | 作曲・編曲 | アーティスト            |
| --- | ------------------------------------------------- | ---- | ---------- | ----------------------- |
| 1.  | 「Stay With Me（Feat.パク・ジュンホ（PULLIK））」 |      |            | キム・ナムジュ（Apink） |
| 2.  | 「あなたの歌を聴かせて」                          |      |            | オウェン（O.WHEN）      |
| 3.  | 「どの青い夜」                                    |      |            | ジヨン                  |
| 4.  | 「Cry（Feat.SARAH）」                             |      |            | キム・ヨンジ            |
| 5.  | 「不眠症」                                        |      |            | BUMZU                   |
| 6.  | 「懐かしい日に」                                  |      |            | BUMZU                   |
| 7.  | 「眩しい日」                                      |      |            | ソン・ジウン            |
| 8.  | 「Stay With Me（Inst.）」                         |      |            |                         |
| 9.  | 「あなたの歌を聴かせて（Inst.）」                 |      |            |                         |
| 10. | 「どの青い夜（Inst.）」                           |      |            |                         |
| 11. | 「Cry（Inst.）」                                  |      |            |                         |
| 12. | 「不眠症（Inst.）」                               |      |            |                         |
| 13. | 「懐かしい日に（Inst.）」                         |      |            |                         |
| 14. | 「眩しい日（Inst.）」                             |      |            |                         |

Disc 2
| #   | タイトル                      | 作詞 | 作曲・編曲 |
| --- | ----------------------------- | ---- | ---------- |
| 1.  | 「あなたの歌を聴かせて」      |      |            |
| 2.  | 「記憶検索」                  |      |            |
| 3.  | 「あなたの歌を」              |      |            |
| 4.  | 「Confusion」                 |      |            |
| 5.  | 「Approach」                  |      |            |
| 6.  | 「Serenity」                  |      |            |
| 7.  | 「Confuse」                   |      |            |
| 8.  | 「記憶の中に」                |      |            |
| 9.  | 「Nightmare」                 |      |            |
| 10. | 「What In The World Appened」 |      |            |
| 11. | 「Baroque」                   |      |            |
| 12. | 「1年前、その日」             |      |            |